# Imperium (film)
Imperium – amerykański kryminał z 2002 roku.

## Główne role
- John Leguizamo - Victor Rosa
- Peter Sarsgaard - Jack
- Denise Richards - Trish
- Vincent Laresca - Jimmy
- Isabella Rossellini - La Colombiana
- Sonia Braga - Iris
- Delilah Cotto - Carmen
- Nestor Serrano - Rafael Menendez